# Луций Фабриций
Луций Фабриций (на латински: Lucius Fabricius C. F.) е политик на Римската република през 1 век пр.н.е.
Произлиза от фамилията Фабриции. Вероятно е син на Луций Фабриций и внук на Гай Фабриций. През 62 пр.н.е. Луций Фабриций е curator viarum на улиците и строи Мост Фабричо над Тибър в Рим (Pons Fabricius, днес Ponte dei Quattro Capi).